# Dimităr Štilijanov
Dimităr Štilijanov Panajotov (in bulgaro Димитър Панайотов Щилянов?; Sliven, 17 luglio 1976) è un ex pugile bulgaro.

## Palmarès

### Mondiali dilettanti
- 2 medaglie:
  - 1 argento (Belfast 2001 nei pesi superleggeri)
  - 1 bronzo (Houston 1999 nei pesi leggeri)

### Europei dilettanti
- 3 medaglie:
  - 2 ori (Perm 2002 nei pesi superleggeri; Pula 2004 nei pesi leggeri)
  - 1 argento (Tampere 2000 nei pesi superleggeri)